# Sobir Odilov
Sobir Rahimovich Odilov (en ouzbek : Одилов Собир Раҳимович, né le 1er mars 1932 à Tachkent où il est décédé le 18 juillet 2002) était un architecte ouzbek et soviétique. Il a reçu le titre d'Architecte du peuple de l'URSS en 1981 et a occupé le poste d'Architecte en chef de Tachkent de 1970 à 1986. Il a également été lauréat du Prix d'État de l'URSS en 1975.

## Biographie
Il est né le 1er mars 1932 à Tachkent,,. Après avoir obtenu son diplôme du département d'architecture de l'Institut polytechnique d'Asie centrale (aujourd'hui l'Université technique d'État de Tachkent) en 1955, il a travaillé en tant qu'architecte en chef à Almalyk de 1955 à 1961, puis dans la région de Tachkent en Ouzbékistan de 1962 à 1966. Par la suite, il a occupé le poste d'architecte en chef de Tachkent de 1970 à 1984, puis à nouveau de 1990 à 1991,,,.
Il a également occupé le poste de vice-président du Comité de la Construction de la RSS d'Ouzbékistan (1975-1985, 1990-1991) et a ensuite été directeur (1989) de l'Institut de recherche scientifique et de conception ouzbek pour la restauration des monuments culturels.
Il était l'auteur et le co-auteur de projets pour le développement des centres-villes de Tachkent, Andijan et Djizak (1970, 1980), ainsi que de plus de 80 projets liés au développement résidentiel urbain et aux monuments en Ouzbékistan. Parmi ses projets notables figurent,, :
- Le Palais de l'Amitié des Peuples a été nommé d'après V.I. Lénine (1977);
- Le bâtiment du Conseil suprême de la RSS d'Ouzbékistan (1979)[3];
- Aspects architecturaux des monuments à V.I. Lénine sur la place centrale de Tachkent (Mustaqillik Maydoni) (1974);
- Monument à Youri Gagarine à Tachkent (1979).

Il a également dirigé les équipes d'architectes responsables de la conception de toutes les stations du métro de Tachkent,. Odilov a apporté des contributions significatives au développement de l'architecture et de l'art monumental, ainsi qu'à la résolution de défis complexes en matière d'urbanisme en Ouzbékistan.
Il est décédé le 18 juillet 2002 à Tachkent.

## Récompenses
- Constructeur distingué de la RSS d'Ouzbékistan (1967);
- Architecte du peuple de l'URSS (1981)[10],[11];
- Prix d'État de l'URSS (1975) - pour la solution architecturale et d'aménagement du centre de Tachkent;
- Ordre de l'Amitié des Peuples.